# Arctita
L'arctita és un mineral de la classe dels fosfats que pertany i dona nom al grup de l'arctita. Va ser anomenada així l'any 1981 per Alexander Petrovich Khomyyakov, A. V. Bykova i T. A. Kurova per la seva localitat tipus, la regió àrtica de Rússia.

## Característiques
L'arctita és un fosfat de fórmula química Na₂Ca₄(PO₄)₃F. Cristal·litza en el trigonal formant cristalls de fins a 3 centímetres. La seva duresa a l'escala de Mohs és 5.
Segons la classificació de Nickel-Strunz pertany a «08.BN - Fosfats, etc. amb anions addicionals, sense H₂O, només amb cations de mida gran, (OH, etc.):RO₄ = 0,33:1» juntament amb els següents minerals: aradita, magganasita, fluorpiromorfita, fluorsigaiïta, fluoralforsita, alforsita, belovita-(Ce), clorapatita, mimetita-M, johnbaumita-M, fluorapatita, hedifana, hidroxilapatita, johnbaumita, mimetita, morelandita, piromorfita, fluorstrofita, svabita, turneaureïta, vanadinita, belovita-(La), deloneïta, fluorcafita, kuannersuïta-(Ce), hidroxilapatita-M, fosfohedifana, hidroxilpiromorfita, estronadelfita, fluorfosfohedifana, carlgieseckeïta-(Nd), vanackerita, miyahisaïta, pieczkaïta, hidroxilhedifana, pliniusita, parafiniukita, krügerita i goryainovita.

## Formació i jaciments
Es troba en massisos alcalins com a mineral pneumatolític en filons de pegmatites. Sol trobar-se associada a altres minerals com: natrosilita, vuonnemita, lomonosovita, zirsinalita, natisita, rasvumita, vil·liaumita, aegirina, thenardita, umbita, paraumbita, kostylevita o wadeïta. Va ser descoberta l'any 1981 a la vall del riu Vuonnemiok, a Khibiny (Península de Kola, Rússia), l'únic indret on se n'ha trobat.